# Friedrich August Kekulé
Friedrich August Kekulé, později Friedrich August Kekulé von Stradonitz (7. září 1829 Darmstadt – 13. července 1896), byl německý organický chemik, příslušník rodu Kekulů ze Stradonic. Od 50. let 19. století až do své smrti byl Kekulé jedním z nejvýznamnějších chemiků v Evropě, zejména v teoretické chemii. Byl hlavním zakladatelem teorie chemické struktury a zejména objevitel struktury benzenu.
V roce 1856 se F. A. Kekulé habilitoval jako docent organické chemie a v roce 1858 působil jako profesor v belgickém Gentu. V následujících letech působil jako profesor organické chemie v Bonnu. Ve školním roce 1877/78 působil jako rektor Univerzity v Bonnu.
S jeho jménem je spojen objev struktury benzenu, koncepce čtyřmocného uhlíku a nauka o jeho řetězení. Dále byl autorem významných učebnic organické chemie a knihy Chemie derivátů benzenu.

## Jméno
Kekulé nepoužíval své první jméno; během svého života byl znám jako August Kekulé. Poté, co byl v roce 1895 rakouským císařem povýšen do šlechtického stavu, přijal jméno August Kekule von Stradonitz, bez čárky nad druhým „e“. Čárka nad „e“ byla podle všeho přidána ke jménu Kekulého otcem během napoleonské okupace Hesenska Francií, aby bylo zajištěno, že francouzsky mluvící budou vyslovovat třetí slabiku.

## Ocenění
V letech 1878, 1886 a 1891 působil jako předseda Deutsche Chemische Gesellschaft v Berlíně. Královská společnost v Londýně mu v roce 1885 udělila Copleyho medaili. V roce 1892 byl zvolen členem Národní akademie věd Spojených států amerických, v roce 1893 členem Americké akademie umění a věd.
V roce 2010 byl na jeho počest pojmenován asteroid (13254) Kekulé.
V Ústí nad Labem je na jeho počest pojmenována Kekulova ulice, která se nachází mimo jiné podél chemického závodu Spolchemie. 